# أنتوني سمول
أنتوني سمول (بالإنجليزية: Anthony Small)‏ مواليد 20 يونيو 1981 في لندن، هو ملاكم بريطاني سابق صنّف ضمن فئة الوزن المتوسط. اعتنق الإسلام في سن الرابعة والعشرين وغير اسمه إلى عبد الحق وهو من أتباع أنجم تشودري.

## إحصائيات
خاض خلال مسيرته 25 نزالا، فاز في 23 ولم يتعادل وخسر في 2. فاز بالضربة القاضية في 16 نزالا.

## روابط خارجية
- أنتوني سمول على موقع بوكس ريك (الإنجليزية) (registration required)